# Huawei Docs
Huawei Docs (o simplemente Docs) es una suite ofimática proporcionada por Huawei, cuyos servidores y servicios están disponibles para el sistema operativo HarmonyOS y Android.     
 Huawei Docs fue lanzado por Huawei el 26 de octubre del 2020 para todos los dispositivos Huawei a través de la tienda de Aplicaciones de Huawei, la cual es la Huawei AppGallery. 
Huawei Docs es equiparable a las aplicaciones de Microsoft Office PowerPoint, Excel, Word, Forms y OneNote, e incluye un procesador de PDF y un escáner de documentos. Fue lanzado como reemplazo de Google Docs.
La suite se ha lanzado en Irlanda, el Reino Unido y Singapur, entre otros.